# Râul Red Deer
Red Deer River este un râu cu lungimea de 724 km care este situat în vestul Canadei în provincia Alberta. El își are izvorul în munții Rocky Mountains, Parcul Național Banff, la început râul curge spre nord-est, în dreptul localității Reed Deer își schimbă direcția spre sud-est, est, traversează localitățile Drumheller și Saskatchewan unde se varsă în South Saskatchchewan River. Valea râului a fost teritoriul de vânătoare indian și azi trăiesc animale sălbatice în regiune ca bivolul, elanul, cerbul și castorul.